# جوزيبي توماسي دي لامبيدوزا
جوزيبي توماسي (بالإيطالية: Giuseppe Tomasi di Lampedusa)‏ الأمير الحادي عشر للامبيدوزا (23 ديسمبر 1896 - 23 يوليو 1957) كاتب إيطالي. يشتهر بروايته الوحيدة ايل غاتوباردو (نشرت لأول مرة بعد وفاته في 1958 و معنى العنوان "الفهد") الذي تدور أحداثه في صقلية خلال توحيد إيطاليا.

## روابط خارجية
- جوزيبي توماسي دي لامبيدوزا على موقع IMDb (الإنجليزية)
- جوزيبي توماسي دي لامبيدوزا على موقع الموسوعة البريطانية (الإنجليزية)
- جوزيبي توماسي دي لامبيدوزا على موقع مونزينجر (الألمانية)
- جوزيبي توماسي دي لامبيدوزا على موقع إن إن دي بي (الإنجليزية)
- جوزيبي توماسي دي لامبيدوزا على موقع قاعدة بيانات الفيلم (الإنجليزية)